# Nurul Ashikin
Nurul Ashikin (* 15. Juli 2000) ist eine malaysische Leichtathletin, die im Weit- und Dreisprung an den Start geht.

## Sportliche Laufbahn
Erste Erfahrungen bei internationalen Wettbewerben sammelte Nurul Ashikin im Jahr 2023, als sie bei den Südostasienspielen in Phnom Penh mit 5,67 m den sechsten Platz im Weitsprung belegte und im Dreisprung mit 13,23 m auf Rang vier gelangte. Im August verpasste sie bei den World University Games in Chengdu mit 5,84 m bzw. 12,54 m jeweils den Finaleinzug. 2025 gelangte sie dann bei den World University Games in Bochum mit 12,70 m auf den zwölften Platz.
In den Jahren 2022 und 2024 wurde Ashikin malaysische Meisterin im Dreisprung sowie 2024 auch im Weitsprung.

## Persönliche Bestleistungen
- Weitsprung: 5,88 m (0,0 m/s), 26. April 2023 in Singapur
- Dreisprung: 13,19 m (+0,5 m/s), 14. Juni 2024 in Kuantan